# Летерье, Луи
Луи́ Летерье́ (фр. Louis Leterrier; род. 17 июня 1973, Париж, Франция) — французский кинорежиссёр, работающий в Голливуде.
Летерье — друг Люка Бессона. Работал вместе с ним над такими фильмами, как «Перевозчик» и «Перевозчик 2» с Джейсоном Стейтемом в главной роли.
В Голливуде он снял триллер «Денни цепной пёс» с Джетом Ли и Морганом Фрименом в главных ролях, а также экранизацию комикса «Невероятный Халк» (2008).

## Фильмография
- 1985 — Вечный скаут — актёр
- 2002 — Астерикс и Обеликс: Миссия «Клеопатра» / Asterix & Obelix: Mission Cleopatra — актёр
- 2002 — Перевозчик / The Transporter — сорежиссёр
- 2005 — Денни цепной пёс / Danny the Dog — режиссёр
- 2005 — Перевозчик 2 / Transporter 2 — режиссёр
- 2008 — Невероятный Халк / The Incredible Hulk — режиссёр
- 2010 — Битва титанов / Clash of the Titans — режиссёр
- 2012 — Гнев титанов / Wrath of the Titans — исполнительный продюсер
- 2013 — Иллюзия обмана / Now You See Me — режиссёр
- 2016 — Братья из Гримсби / Grimsby — режиссёр
- 2019 — Тёмный кристалл: Эпоха сопротивления [телесериал] / The Dark Crystal: Age of Resistance — режиссёр
- 2021 — Люпен (телесериал) / Lupin —  режиссёр (3 эпизода)
- 2022 — Шутки в сторону 2[англ.] / The Takedown — режиссёр
- 2023 — Форсаж 10 / Fast X — режиссёр
- 2026 — Форсаж 11 / Fast 11 — режиссёр